# 早鞆高等学校
早鞆高等学校（はやともこうとうがっこう）は、山口県下関市にある私立高等学校。設置者は学校法人早鞆学園。早鞆自動車学校を併設する。

## 学科
- 普通科進学グローアップコース
- 普通科キャリア・アスリートコース
- 普通科ビューティーコース
- 自動車工学科
- 生活クリエイト科
- 衛生看護科
- 菁菁館（普通科特別進学コース第I類，普通科特別進学コース第II類）

## 沿革
- 1900年4月 - 阿部ヤス、家塾を興す。
- 1912年4月 - 下関阿部裁縫女学校を創設。
- 1924年3月 - 下関阿部高等技芸女学校と改称。
- 1946年4月 - 早鞆高等女学校と改称。
- 1948年4月 - 現校名に変更。
- 1964年4月 - 商業科設置。
- 1965年1月 - 日本大学指定校（同学において準附属校に準ずる取扱の学校）となる。
- 1968年4月 - 男子部工業科、女子部衛生看護科設置。
- 1970年4月 - 廃校となった山口龍谷高等学校の生徒を受け入れ。
- 1976年3月 - 日本大学指定校取扱解除。
- 1992年4月 - 特別進学部を創設（以後共学化が進む）。
- 1999年4月 - 特別進学部を菁菁館に名称変更。
- 2000年4月 - 進学コース男女共学となる。家政科を生活クリエイト科に名称変更。
- 2001年4月 - 工業科男女共学となる。商業科を総合ビジネス科に名称変更。
- 2002年4月 - 生活クリエイト科・総合ビジネス科・衛生看護科男女共学となる。
- 2006年4月 - 建築科募集停止となる。
- 2007年4月 - 総合ビジネス科募集停止となる。
- 2013年4月 - 学科・コースを再編し、菁菁館普通科特別進学コース第I類、菁菁館普通科特別進学コース第II類、普通科進学グローアップコース、普通科キャリア・アスリートコース、自動車工学科、生活クリエイト科、衛生看護科の全7学科・コースとなる。
- 2017年4月 - 普通科ビューティーコース設置。

## 年間行事
- 4月 - 入学式
- 5月 - 阿蘇集団宿泊研修（1年のみ）
- 7月 - クラスマッチ・芸術鑑賞・野球応援・学習合宿（菁菁館のみ）
- 8月 - インターンシップ・第１回オープンキャンパス
- 9月 - 体育記録会・吹奏楽部定期演奏会
- 10月 - 修学旅行（韓国）・戴帽式・第２回オープンキャンパス
- 11月 - 文化祭・ファッションショー
- 12月 - 針供養・修学旅行（オーストラリア）
- 2月 - 修学旅行（北海道）
- 3月 - 卒業式

## 著名な出身者
- 山本譲二（歌手）
- 剛州（俳優・タレント）
- 亀井進（元プロ野球選手）
- 古田忠士（元プロ野球選手）
- 中村正義（元プロ野球選手）
- 坂本義雄（元プロ野球選手）
- 高木真一（元プロ野球選手）
- 大河原栄（元プロ野球選手）
- 玉峰伸典（元プロ野球選手）
- 金無英（元プロ野球選手）
- 原沢久喜（柔道選手）
- 中村敦（KATZE、中退）
- SHIRAHAN（SHARE LOCK HOMES）
- 深町友里恵（女優）

## その他
- 全教室に冷暖房が設置されている。
- 2004年入学生より制服を変更。
- 2007年4月に入学した1年生から2012年4月に入学した1年生まで普通科進学コースが土曜日も授業あり。
- 2007年4月に元プロ野球選手の大越基が保健体育科の教員に就任。
- 同窓会総会を毎年11月の第3日曜日に開催。
- 2013年入学生より制服を変更。
- 2013年より全学年45分授業となる。
- 2018年より全学年50分授業となる。

## 部活動
- 部活動は運動部・文化部合わせて約30の部活動・同好会がある。
- 部活動特待生制度が有り
  - 運動部では柔道部・卓球部・バスケットボール部・陸上競技部・サッカー部などが主に取っている。
  - 文化部では吹奏楽部などが主に取っている。

運動部
- 野球部（男）／元1Aサリナス・元ダイエー（現ソフトバンク）選手の大越基が2007年より保健体育の教師として赴任。2009年に日本学生野球協会より高校指導者の認定を受け、野球部副部長に就いた。同年秋には監督に就任。甲子園には春夏通算4回出場し（春1回、夏3回）、1964年夏（第46回）では準優勝を果たす。なお同高OBの歌手・山本譲二は1967年夏（第49回）において代打出場、安打で出塁を果たした。
- サッカー部（男）
- バスケットボール部（男・女）
- 陸上競技部（男・女）
- 卓球部（男・女）
- 硬式テニス部（男・女）
- ソフトテニス部（男）
- 弓道部
- 柔道部
- ダンス部

文化部
- 吹奏楽部
- 平家太鼓部
- 食物部
- 書道部
- 美術部
- イラスト部
- パソコン部
- 図書部
- 写真部
- 茶道部
- 文芸部
- 園芸部
- sクラブ
- essクラブ

同好会
- 自動車同好会
- バレーボール同好会
- 応援団